# گل صدتومانی رومانیایی
گل صدتومانی رومانیایی (انگلیسی: Paeonia tenuifolia) یکی از گونه‌های [[گل صدتومانی (سرده) است.